# Stawidańce
Stawidańce (lit. Stavidonys) − wieś na Litwie, w gminie rejonowej Soleczniki, 5 km na północny zachód od Butrymańców, zamieszkana przez 79 ludzi. Przed II wojną światową w Polsce, w powiecie lidzkim województwa nowogródzkiego.